# Silnice D28
Silnice D28 (chorvatsky Državna cesta D28) je silnice v Chorvatsku. Je dlouhá 70,7 km, ale někdy též bývají považovány za její část i silnice Ž3052 a část silnice Ž3034, na nichž leží město Vrbovec; v tomto případě je silnice dlouhá 80,6 km. Slouží především ke spojení měst Vrbovec-Bjelovar-Daruvar. Končí ve vesnici Veliki Zdenci, kde na ni navazuje silnice D5.

## Průběh
(Luka, Martinska Ves, Vrbovec, Gradečki Pavlovec, Gradec), Cugovec, Haganj, Škrinjari, Sveti Ivan Žabno, Kuštani, Markovac Križevački, Rovišće, Žabjak, Predavac, Bjelovar, Novoseljani, Ždralovi, Prespa, Patkovac, Severin, Bulinac, Drljanovac, Veliki Grđevac, Pavlovac, Veliki Zdenci